# Evarcha ignea
Evarcha ignea là một loài nhện trong họ Salticidae.
Loài này thuộc chi Evarcha. Evarcha ignea được Wanda Wesołowska & Cumming miêu tả năm 2008.